# Kenny Higgs
Kenneth Lee Higgs jr., detto Kenny (Owensboro, 31 gennaio 1955), è un ex cestista statunitense, professionista nella NBA.

## Carriera
Venne selezionato dai Cleveland Cavaliers al terzo giro del Draft NBA 1978 (57ª scelta assoluta).

## Palmarès
- Campione USBL (1986)